# Benjamin Santelli
Benjamin Santelli (Bastia, 16 novembre 1991) è un calciatore francese, attaccante dell'Ajaccio.

## Carriera
Cresciuto nel settore giovanile del Bastia, trascorre i primi anni della carriera nelle serie minori del campionato francese. Nel 2019 viene acquistato dal Chambly e il 26 luglio debutta in Ligue 2, in occasione dell'incontro vinto per 1-0 contro il Valenciennes. Il 2 settembre realizza la sua prima rete in campionato, nell'incontro vinto per 0-3 contro il Paris FC. L'anno successivo ritorna al Bastia, con cui ottiene la promozione in Ligue 2.

## Statistiche

### Presenze e reti nei club
Statistiche aggiornate al 20 aprile 2023.
| Stagione         | Squadra          | Campionato       | Campionato | Campionato | Coppe nazionali | Coppe nazionali | Coppe nazionali | Coppe continentali | Coppe continentali | Coppe continentali | Altre coppe | Altre coppe | Altre coppe | Totale | Totale |
| Stagione         | Squadra          | Comp             | Pres       | Reti       | Comp            | Pres            | Reti            | Comp               | Pres               | Reti               | Comp        | Pres        | Reti        | Pres   | Reti   |
| ---------------- | ---------------- | ---------------- | ---------- | ---------- | --------------- | --------------- | --------------- | ------------------ | ------------------ | ------------------ | ----------- | ----------- | ----------- | ------ | ------ |
| 2014-2015        | CA Bastia        | N                | 27         | 2          | CF+CdL          | 0+1             | 0               |                    | -                  | -                  |             | -           | -           | 28     | 2      |
| 2015-2016        | CA Bastia        | N                | 27         | 1          | CF+CdL          | 0+2             | 0               |                    | -                  | -                  |             | -           | -           | 29     | 1      |
| Totale CA Bastia | Totale CA Bastia | Totale CA Bastia | 54         | 3          |                 | 3               | 0               |                    | -                  | -                  |             | -           | -           | 57     | 3      |
| 2016-2017        | Chambly          | N                | 17         | 1          | CF              | 0               | 0               |                    | -                  | -                  |             | -           | -           | 17     | 1      |
| 2017-2018        | Bastia-Borgo     | N2               | 13         | 2          | CF              | 0               | 0               |                    | -                  | -                  |             | -           | -           | 13     | 2      |
| 2018-2019        | Bastia           | N3               | 22         | 16         | CF              | 5               | 4               |                    | -                  | -                  |             | -           | -           | 27     | 20     |
| 2019-2020        | Chambly          | L2               | 10         | 2          | CF+CdL          | 1+1             | 1+0             |                    | -                  | -                  |             | -           | -           | 12     | 3      |
| 2020-2021        | Bastia           | N                | 14         | 2          | CF              | 0               | 0               |                    | -                  | -                  |             | -           | -           | 14     | 2      |
| 2021-2022        | Bastia           | L2               | 35         | 10         | CF              | 6               | 1               |                    | -                  | -                  |             | -           | -           | 41     | 11     |
| 2022-2023        | Bastia           | L2               | 30         | 4          | CF              | 4               | 1               |                    | -                  | -                  |             | -           | -           | 34     | 5      |
| Totale Bastia    | Totale Bastia    | Totale Bastia    | 79         | 16         |                 | 10              | 2               |                    | -                  | -                  |             | -           | -           | 89     | 18     |
| Totale carriera  | Totale carriera  | Totale carriera  | 195        | 40         |                 | 20              | 7               |                    | -                  | -                  |             | -           | -           | 215    | 47     |

## Palmarès

### Club

#### Competizioni nazionali
- Championnat National: 1

Bastia: 2020-2021